# Familia Dolfin
La Familia Dolfin o "Delfín" es una de las familias más antiguas de la nobleza veneciana, destacada por su actividad política y cultural durante el Imperio bizantino, la Edad Media y el Renacimiento. Entre los personajes más ilustres de esta familia se encuentran tribunos bizantinos, un dogo de Venecia, catorce procuradores de San Marcos, seis cardenales, siete obispos, dos duques de Candia, así como numerosos patriarcas (de Alejandría, Grado y Aquilea) y gobernadores de provincias venecianas (Zante, Cefalonia, etc.).

## Orígenes bizantinos

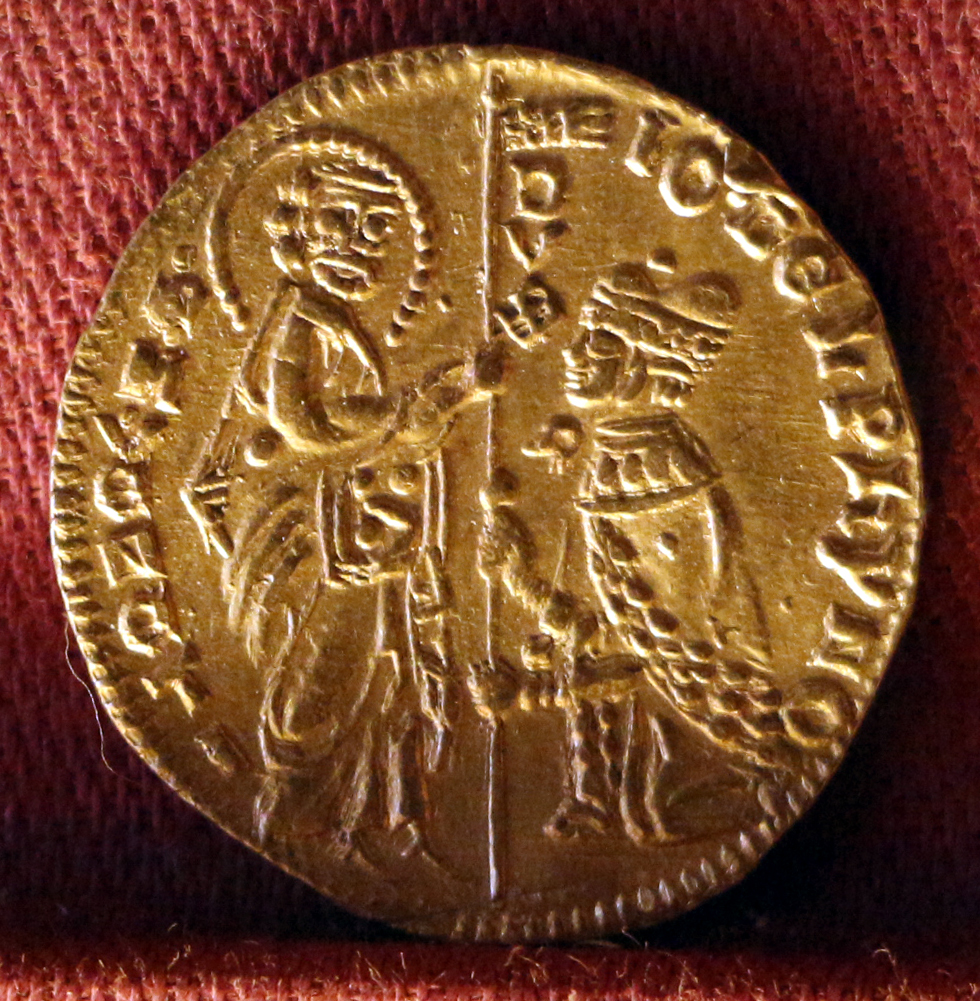
Moneda con la efigie del Princeps Ioannes Delphynus, Dux Veneticorum

La Crónica Pseudo-Giustiniana menciona a los Delphyn entre las "casse vechie" de la "Proles Nobilium Venetorum", quienes junto con los Gradenigo, formaban un único linaje perteneciente a una élite de "tribunos" que gobernaban las islas del Véneto en tiempos de dominio bizantino y dentro de ellas al conjunto más prestigioso de las doce familias apodadas "apostólicas" que, según la tradición, eligieron al primer dux en el año 697. Según las crónicas, los Gradenigo-Delfín procedían de tribunos de Torcello apodados Gradensicus, por ser descendientes de Gardocus patricio romano la gens Memia que fundó la ciudad de Grado, y cuya descendencia huyó de Aquilea a Torcello tras la invasión bárbara de la península itálica en el año 452 d. C..
En el siglo I a. C. el poeta romano Virgilio escribió en la Eneida que los miembros de la gens Memia descendían del capitán troyano Menesteo, hijo de Miseno, acompañantes de Eneas en la fundación de Roma.
 

Según Zorzi Delfín (c. 1396), la familia Delfín se distingue de la de Gradenigo por la posesión de un importante palacio en Mazzorbo, cercana a Torcello, llamado la "Cha' de' Dolphyn" o "Casa del Delfín", que poseía una rama de los Gradenigo, y a cuyos descendientes se les apodó con el nombre de dicho palacio. Se desconoce la razón del nombre del palacio. Dorit Raines considera que los Delfín y los Gradenigo siguieron formando un mismo clan, a pesar del cambio onomástico, hasta la década de 1240. 

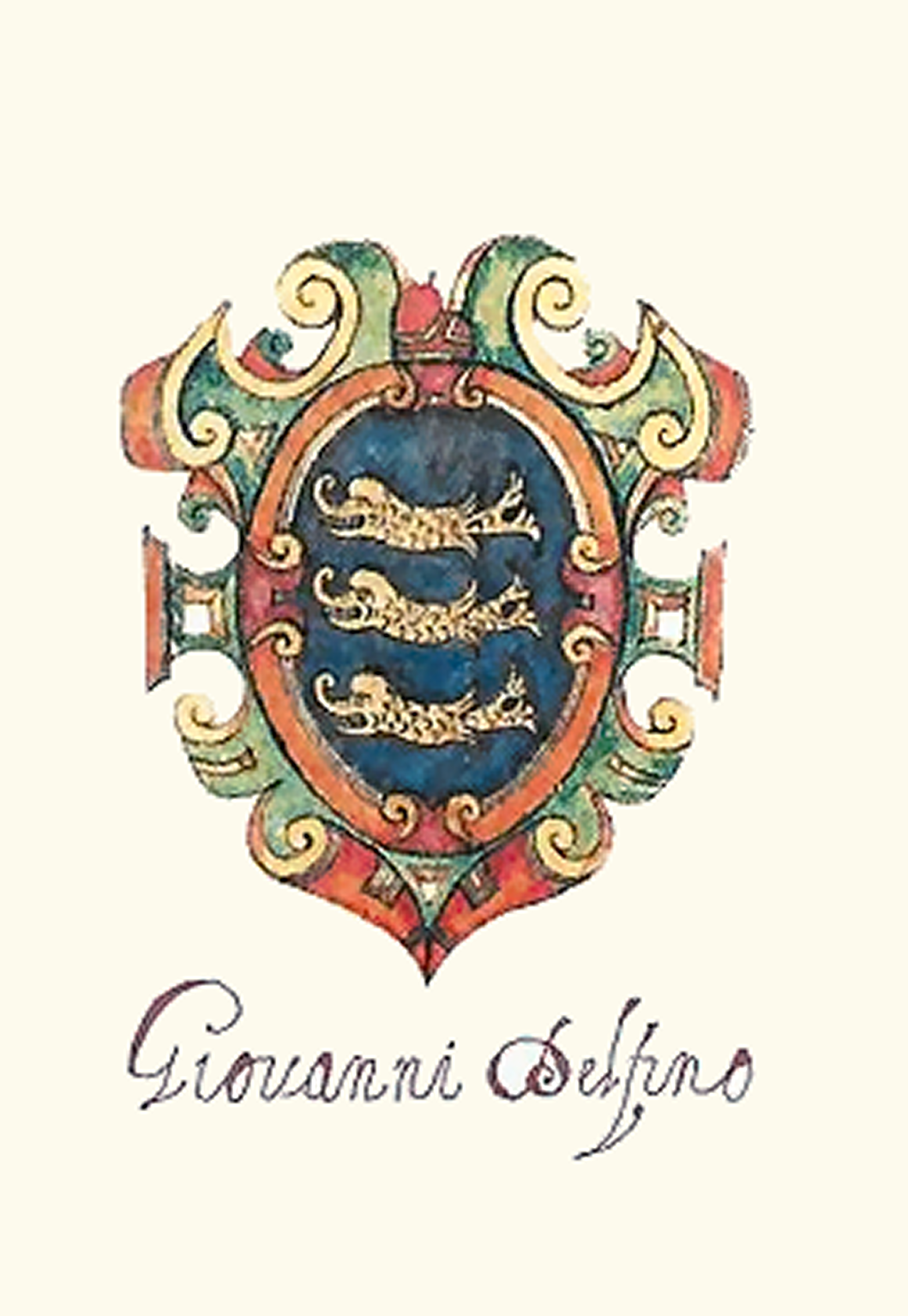
Armas del Dux Ioannes Delphynus

## Edad Media
En el año 831 se procesa a Tritulo Gradense o Gradensicus con otros treinta "nobiles" debido a una conjura fallida liderada por el tribuno Caroso.
En el año 864 se menciona a un tribuno de nombre Ioannes Gradenicus como uno de los responsables de la muerte del dux Pietro Tradonico, posiblemente siendo el mismo mencionado ya con la grafía Gradenigo en una carta del dux Pietro Tribuno fechada en febrero del año 900.
En el año 991 aparece por primera vez un Iohannes Delphynus como testigo en la venta de unas salinas al monasterio de San Michele di Brondolo, posiblemente el mismo que reaparece en el año 998 en un juicio para esclarecer una pelea acontecida en el Palacio Ducal.
Marin Sanudo el Joven afirma que Zuan Delphyn redescubrió el cuerpo de San Marco en el año 1094, explicando la posesión del anillo del santo por parte de la familia.  
En el año 1095, Domenicus Delphynus llamado "della Ca' Grande" fue nombrado procurador de San Marco, cargo dado al gobernador de la ciudad y segundo en rango solo después del dux. En el año 1114 fue confirmado en el mismo cargo su hijo Juan o Zuanne, y en 1155 Guillermo "da Santa Sofia", del mismo apellido. En 1216 otro Domenico Delfín fue nombrado duque de Candia, título otorgado al gobernador de la isla de Creta durante la posesión veneciana. En 1240 el título pasó a Gregorio Delfín, y en 1261 Jacobo.  

Fue en torno a 1240 cuando el ya potentísimo duque de Candia, "Griguol Dolfin di San Chanzian" o "Gregorio Delfín de San Canciano", decidió distinguir su casa del resto de los Delfín, alterando sus armas de un delfín en campo partido de oro y azur, a tres delfines de oro en campo de azur. Dicha alteración sirvió quizás para distinguir su banco de otros que poseían distintas ramas de su familia, las cuales igualmente adoptaron las nuevas armas alteradas por Gregorio en las décadas o siglos siguientes. La unión con los Gradenigo también continuó a modo de alianza política y matrimonial en siglos posteriores, a pesar de su consolidado distanciamiento onomástico.   

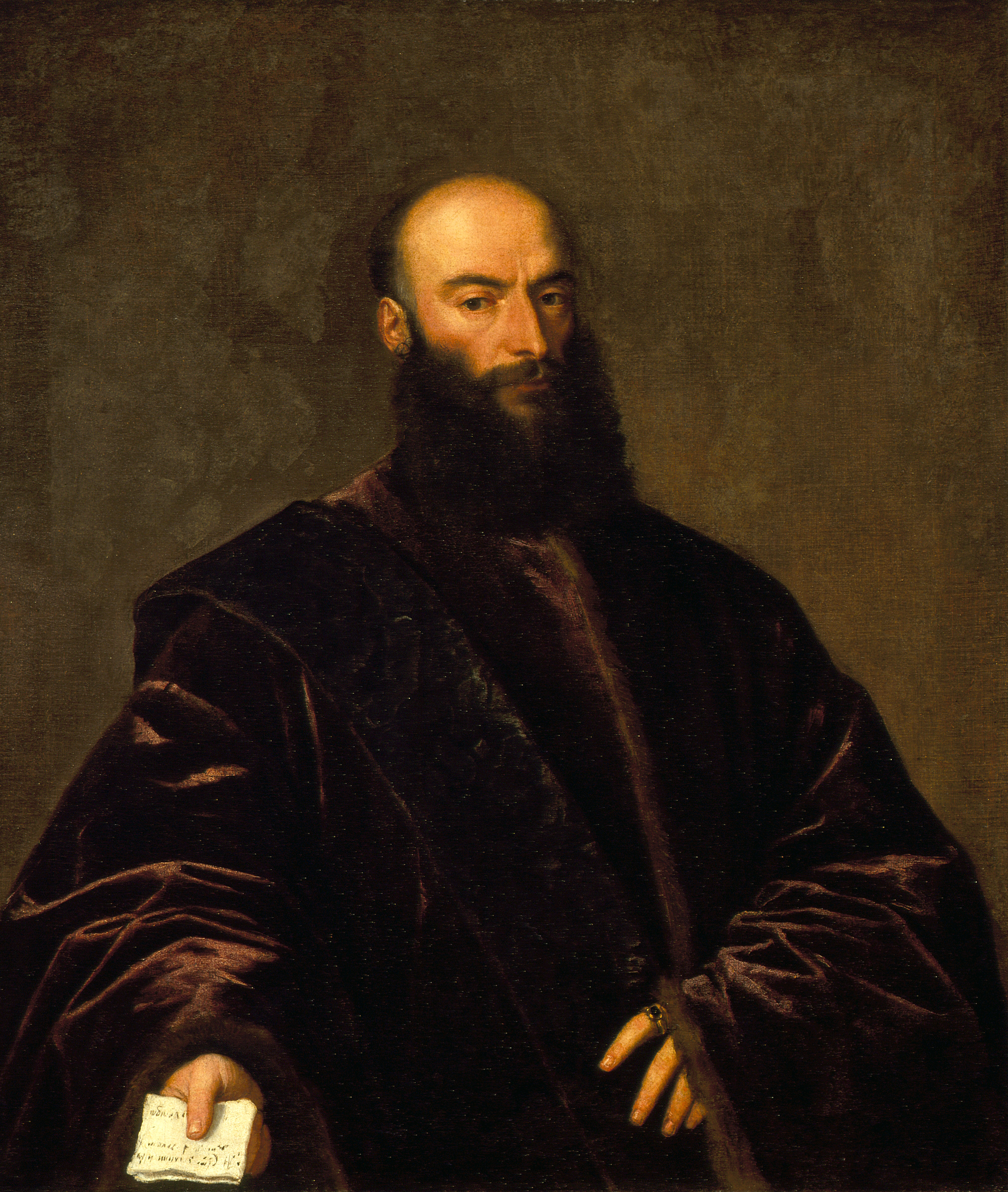
Jacobo Delfín retratado por Tiziano

En 1268 Jacobo Delfín, podestà de Treviso, comenzó la construcción de un palacio en el Rialto. En 1310, Gregorio Delfín, bailío en Armenia, tuvo un rol importante en frustrar la conjura Bajamonte Tiepolo, que buscaba hacer caer al gobierno de la Serenísima. El mismo participó activamente en la Serrata del Maggior Consiglio, nombre dado al pronunciamiento aristocrático reflejado en las leyes promulgadas entre 1297 y 1323, que consolidaban el poder de la antigua nobleza o "casse vechie" al interior del máximo órgano de gobierno, limitando el poder del dux, y consolidándose como máximos exponentes del poder de la Serenísima.  
En el año 1356, Juan Delfín, hijo de Benedicto y heredero de Gregorio, sucedió a Juan Gradenigo en el trono ducal de Venecia, tras haberse distinguido en la guerra contra el rey de Hungría, ganando fama de héroe del imperio naval veneciano.  
En 1401, Leonardo Delfín es nombrado patriarca de Alejandría.

## Renacimiento, Edad Moderna y mecenazgo
A partir del siglo XV, la presencia de miembros de la familia Delfín en listas de candidatos al trono ducal se reduce en beneficio de una mayor participación en destacadas misiones militares y diplomáticas. En los siglos XVII y XVIII, numerosos miembros de esta familia figuraron entre los embajadores más recurrentes a las cortes del Imperio Español, Francia, el Imperio Otomano y el Sacro Imperio Romano. Su presencia en las distintas cortes quedó plasmada en un creciente mecenazgo cultural, marcado por el apoyo a artistas y compositores de la talla de Bellini, Tiziano, Bernini, Bassano, Tiépolo y Vivaldi, aunque también en contacto con importantes artistas centroeuropeos, como testifica la continuada presencia de Mozart en el Palacio Delfín del Rialto durante su estancia en Venecia.

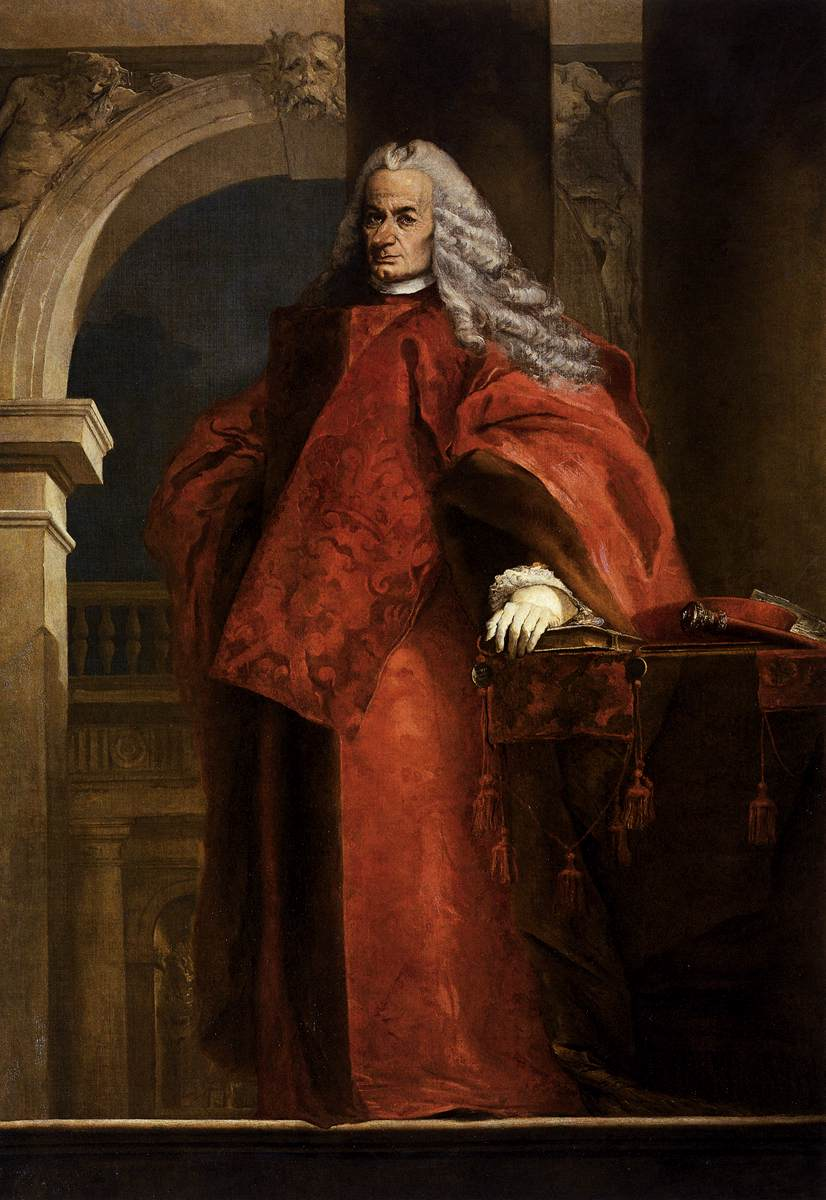
Daniel IV Delfín retratado por Tiepolo.

Junto con importantes cargos estatales, algunos miembros de la familia Delfín se distinguieron en la carrera eclesiástica, aportando hasta seis cardenales a la Iglesia Católica, así como tres patriarcas de Aquilea de manera consecutiva. Fue en la sede patriarcal de Aquilea, bajo el patrocinio del cardenal Dionisio Delfín, donde el pintor Juan Bautista Tiépolo realizó los imponentes frescos conservados en el Palacio Episcopal de Udine. Por su parte, el sobrino del patriarca, Daniel Andrea Delfín, quien fuera embajador de Venecia en la corte de Luis XVI, comisionó al mismo pintor una serie de lienzos destinados al salón de baile del Palacio Delfín de San Pantaleón (ahora en el Museo del Hermitage), donde acogió al Rey Federico IV de Dinamarca durante su estancia en la Serenísima. Tiempo después, su homónimo, el Almirante Daniel Delfín sería retratado de manera póstuma por el mismo Tiépolo, a partir de un retrato anterior realizado por Francesco Zugno.

## Palacios y Villas

#### Palazzo Delfín-Manín
En el siglo XVI, el N.H. Juan Delfín, Podestà de Verona, mandó construir un suntuoso palacio junto al Puente del Rialto, a orillas del Gran Canal, primera obra en su estilo de Jacobo Sansovino, conocido como el Palacio Delfín-Manin, debido a su posterior adquisición por el último Dogo de Venecia, el Dux Ludovico Manin. Fue construido sobre unas antiguas casas medievales que la familia poseía en la parroquia de San Salvador. Al día de hoy es la sede del Banco de Italia en Venecia.

#### Palazzo Ca' Dolfin
Reconfiguración de un antiguo palacio de la familia Secco en la parroquia de San Pantaleón (cuya construcción original se atribuye a Sansovino) adquirido por el cardenal Juan Delfín, hijo de Ieseppo (de la rama de San Salvador) en 1621, quien tras su muerte al año siguiente lo heredó a su sobrino el senador Nicolás Delfín. Famoso por la fiesta de carnaval dada en honor al rey Federico IV de Dinamarca el 11 de febrero de 1709, así como por los frescos realizados por Niccolò Bambini y los lienzos de Juan Bautista Tiépolo que decoraron el salón de baile y que hoy en día se reparten entre el Museo del Hermitage, el Museo Metropolitano de Nueva York y el Museo de Historia del Arte de Viena. Al día de hoy es una de las sedes de la Universidad Ca' Foscari.  

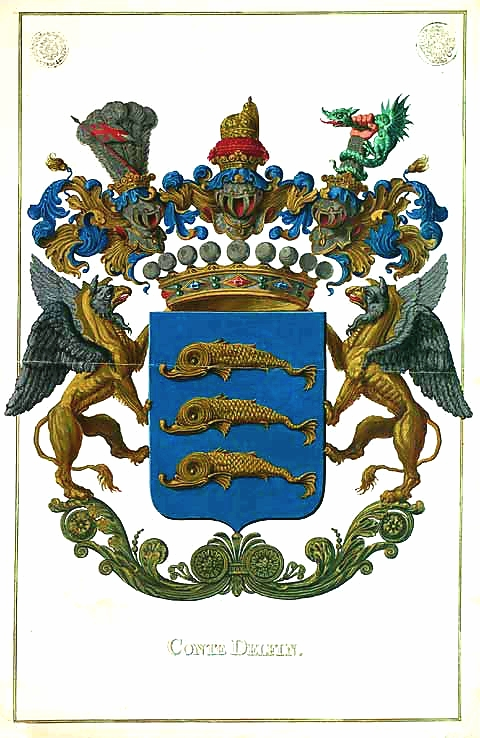
Armas de los condes Delfín según un nobiliario del Imperio Austriaco

## Actualidad
Tradicionalmente, llevaron por título el de Patrizio Veneto y el tratamiento de Nobilhomo o Nobildonna.  
En 1817, tras la anexión de Venecia al Reino Lombardo-Véneto, la nobleza de la familia fue reconocida por el Imperio Austriaco y en 1819 recibieron del emperador Francisco I de Austria el título de conde para toda la descendencia masculina y femenina. En 1838, los condes Leonardo (mayor general de la Armada Imperial) y Juan Bautista Delfín fueron agraciados con el cargo de chambelán (Kammerherr) del emperador, mientras que la condesa Lucrecia Delfín recibió la Orden de la Estrella de Oro en 1825 y fue nombrada dama de la emperatriz (Palastdame) en 1839.  
Con la anexión de Venecia al Reino de Italia en 1866, se reconoció a los mismos el título de conde así como el de patrizio veneto, mismos que siguen siendo reconocidos por la Orden de Malta. 
Llevan por armas tres delfines de oro en campo de azur, y como cimera una corona de patrizio veneto cerrada con un corno dogal. Otra rama utiliza la versión antigua de un delfín de oro sobre campo partido de azur y plata.